# Burg Arnstein

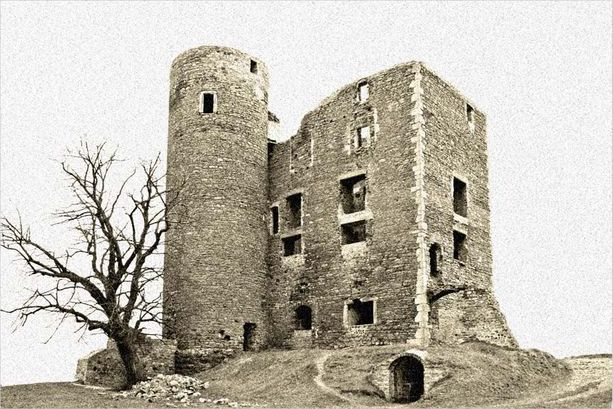
Burg Arnstein

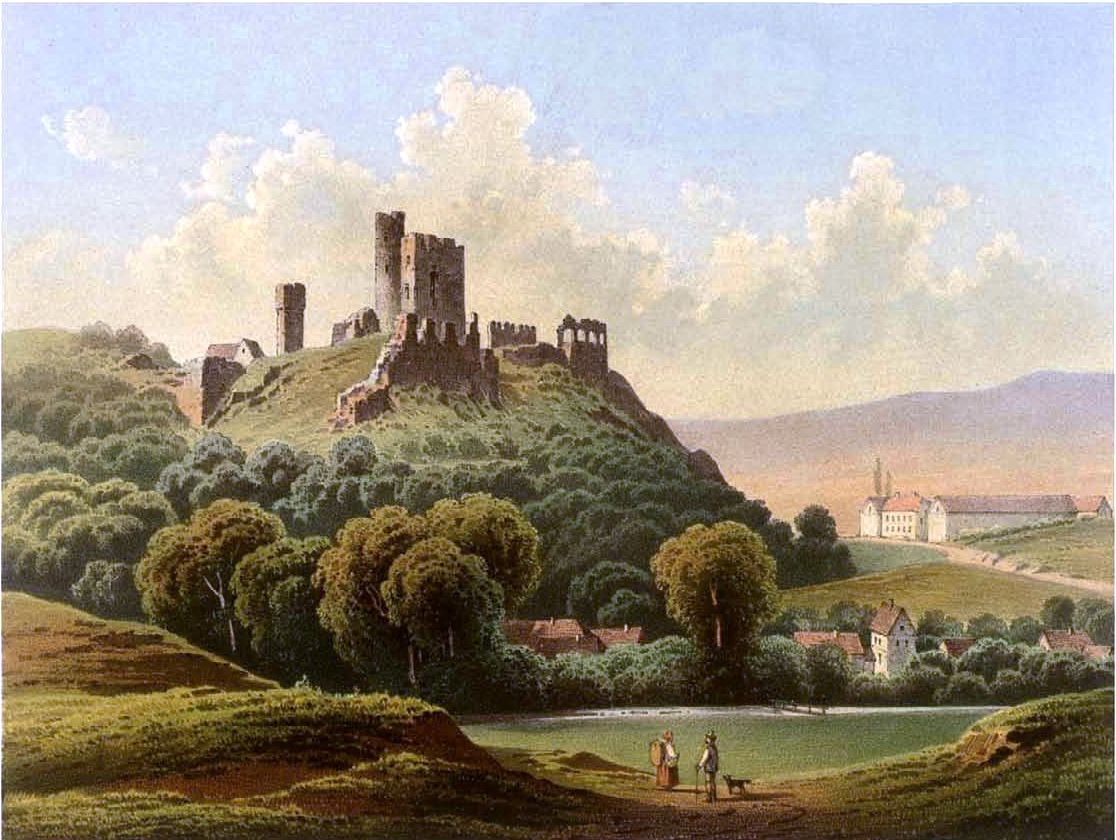
Burg Arnstein um 1860, Sammlung Alexander Duncker

Die Burg Arnstein ist die Ruine einer Höhenburg am Rande des Harzes und liegt im Landkreis Mansfeld-Südharz in Sachsen-Anhalt. Die Ruine steht auf einer 210 m ü. NN hohen Erhebung zwischen den Orten Sylda und Harkerode südlich von Aschersleben und nordwestlich von Hettstedt. Aus der mittelalterlichen Befestigung ging im 12. Jahrhundert die Burg der Herren von Arnstein mit ihrem eindrucksvollen, weithin sichtbaren turmartigen Palasbau hervor. Seit dem 19. Jahrhundert ist sie als romantische Ruine überregional bekannt.

## Geschichte
Die mittelalterliche Burg war der Stammsitz der Herren von Arnstein. Diese entstammten dem schwäbischen Geschlecht der Herren von Steußlingen. Walther II. nannte sich 1156 nach der Burg, dies war die erste urkundliche Erwähnung. In dieser Zeit muss die erste romanische Burg entstanden sein. Dieser Bauphase zuzuordnen sind die zwei östlichen Rundtürme und die dazwischen gelegene Ringmauer. Weitere Bauten aus romanischer Zeit sind bisher nicht nachgewiesen.
Walther III. von Arnstein war durch Heirat mit den Askaniern und Wettinern verbunden. Damit gehörten die Arnsteiner zu den Großen des sächsischen Adels. Sie konnten sich große Besitztümer im Harzvorland zu Eigen machen. Um 1294 trat Walther IX. in den Deutschen Orden ein. Er übergab sein Eigentum seinem Schwager Otto von Falkenstein, der die Burg durch Vögte verwalten ließ. Mit dem Erlöschen der Falkensteiner 1334 fiel die Herrschaft an die Grafen von Regenstein, die sie 1387 an die Grafen von Mansfeld verkauften. Bei der Mansfeldischen Erbteilung 1420 kam die Burg an die Linie Mansfeld-Vorderort. In die Zeit um 1400 ist die Erbauung des gotischen wohnturmartigen Saalgeschossbaus anzusetzen (vgl. Burgk, Ziegenrück, Kapellendorf). In seiner ursprünglichen Form besaß er vier Geschosse.
1442 mussten die Grafen von Mansfeld für die Herrschaft Arnstein die Lehnshoheit des sächsischen Kurfürsten anerkennen. Sie wurden 1486 von Herzog Albrecht von Sachsen mit der Burg Arnstein, gemeinsam mit der halben Burg Morungen sowie der Herrschaft Heldrungen belehnt.
Nach Zerstörungen im Bauernkrieg baute Graf Hoyer IV. um 1530 die Burg wieder auf. Der nordöstliche Ringmauerturm wurde abgetragen und das Mittelhaus errichtet.
1563 ließ Johann Albrecht, Gründer der Linie Mansfeld-Vorderort-Arnstein, die Burg weiter wohnlich ausbauen, so dass sie als Schloss bezeichnet wurde. Der Palas wurde um zwei Geschosse erhöht und die Burgkirche und das Küchenhaus völlig neu errichtet. Umbauten erfuhren auch das Mittel- und das Torhaus. Die noch teilweise erhaltenen Wendelsteine entstanden.
Nach dem Erlöschen der Arnsteiner Linie des Hauses Mansfeld-Vorderort 1615 wurde das Schloss bis 1637 durch die Linie Mansfeld-Vorderort als Wohnschloss genutzt. In Inventaren des 17. und 18. Jahrhunderts wird die Reparaturbedürftigkeit der Gebäude wiederholt beklagt, 1723 in einem Bericht an den Kurfürsten von Sachsen von einem „überall in ruinösem Stande“ geschrieben. Durch Pächter, die das Burggelände wirtschaftlich nutzten, wurden immer wieder notdürftige Instandsetzungsmaßnahmen durchgeführt, die aber nicht verhinderten, dass viele Gebäude weiter verfielen. Die Herrschaft Arnstein – mit Ausnahme der Burg selbst – wurde von den Grafen von Mansfeld-Vorderort ab 1678 an das Adelsgeschlecht Knigge verpfändet, einschließlich der Rittergüter Pfersdorf (Arnstein), Endorf und Harkerode.
1780 verstarben die letzten Angehörigen der Grafenlinie und die Herrschaft fiel an Kursachsen und 1815 an das Königreich Preußen. Im Jahre 1812 – im Königreich Westphalen unter Jérôme Bonaparte – kamen die Knigges in den endgültigen Besitz der Herrschaft Arnstein. Mitte des 19. Jahrhunderts begann man der Burg als Baudenkmal größere Aufmerksamkeit zu schenken. Durch die Besitzer, die Freiherren Knigge, wurden Sicherungsmaßnahmen ergriffen und eine touristische Erschließung eingeleitet. Bis in die 1930er Jahre erfolgten weitere Reparaturarbeiten. Bis zur Enteignung 1945 besaß die Familie Knigge die Burgruine, ebenso wie die Güter Harkerode und Endorf.
Seit 1992 nimmt sich ein Heimatverein der Sicherung der Ruine an.
Die von Hermann Wäscher und Helmut Wolf aufgestellte These, dass es sich bei der romanischen Burg um ein Kastell mit vier Ecktürmen gehandelt hat, ist eher unwahrscheinlich.

## Lage
Benutzung der Autobahn A14 bis Abfahrt Könnern. Weiterfahrt nach Hettstedt auf der Bundesstraße. In Hettstedt Richtung Harzgerode orientieren. Nach 5 km auf die Landstraße nach Ritterode abbiegen. Über Ritterode, Willerode und Sylda erreicht man die Burg nach ca. weiteren 5 km. Vom Parkplatz aus führt ein Fußweg links am Burgberg entlang zur Burg.

## Kulisse
Die Umgebung der Burganlage wurde 1970 in dem Fernsehfilm „Der Panzerkommandant“, Regie: Ursula Schmenger, als Motiv verwendet.
Die Burganlage diente als Kulisse der Till-Eulenspiegel-Verfilmung von 1975 durch Rainer Simon mit Winfried Glatzeder in der Hauptrolle.
2009 wurden unterhalb der Ruine einige Szenen zum britischen Spielfilm Black Death gedreht.